# Ashley Long
Ashley Long, född  Amy Louise Ball den 8 juni 1979 i London, är en brittisk porrskådespelerska. Long poserade första gången för nakenbilder då hon var 20 år gammal och blev snart erbjuden roller i pornografiska filmer. Hon arbetade en längre period i USA och har medverkat i ca 280 filmer. Hon har bland annat gjort många scener med Mr. Pete, Mr. Marcus, Alex Sanders, Audrey Hollander och Juliana Kincaid.
År 2005 avslutade Long sin karriär och driver numer ett gym i England.
Ashley Long är en av de mest kända brittiska porrstjärnorna under de senaste åren vid sidan av Angel Long.[källa behövs] De är dock inte släkt med varandra.